# Пяната на дните
„Пяната на дните“ (на френски: L'Écume des jours) е роман от Борис Виан, издаден на 20 март 1947 година. Разказва историята на мъж, който се жени за жена, развиваща болест, която може да се лекува само ако тя е заобиколена от цветя. Стилистиката в книгата е на приказка, но са разпознаваеми елементи от нейната съвременност. Текстът е създаден по времето, когато екзистенциализмът и славата на Жан-Пол Сартър са във възход, а един от героите е фанатично увлечен по творчеството на Жан-Сол Партър, автор на романа „Повърнатото“. Тъй като не спечелва литературната награда, за който е предложена, Сартър заедно с Реймон Кьоно се застъпват пред издателството Галимар да го публикува. Извън общото увлечение по модата на Сен-Жермен де Пре книгата няма забележим успех, но следващото поколение я преоткрива. В края на века обаче „Пяната на дните“ е класирана на 10 място в класацията „100-те книги на 20 век според Монд“.
На английски език книгата е превеждана три пъти под различни заглавия. По нея са снимани три филма и е поставяна една опера.